# Giuseppe De Marinis
Giuseppe De Marinis (Sala Consilina, 20 gennaio 1832 – Napoli, 29 settembre 1911) è stato un magistrato e politico italiano.

## Biografia
Entrato nella magistratura borbonica nel 1855, all'annessione è giudice al tribunale di Salerno. È stato in seguito sostituto procuratore a Lecce, Trani e Napoli, procuratore a Gerace, consigliere di corte d'appello a Napoli, Cagliari e Roma, procuratore generale presso la Corte d'appello a Catania, Trani, Firenze e Napoli, procuratore generale della Corte di cassazione di Palermo.